# Römische Kaiserporträts
Als römische Kaiserporträts werden Bildnisse der Kaiser des Römischen Reichs bezeichnet. Sie waren vielfach künstlerische Meisterwerke, wurden jedoch selten aus rein künstlerischen Gründen erschaffen, sondern als wichtiges Mittel kaiserlicher Selbstdarstellung. Sie sind – abgesehen von ihrem künstlerischen Wert – noch heute als Quelle für Selbstverständnis und Rezeption der römischen Kaiser von Bedeutung.

## Das Augustusporträt
Mit den Porträts des Kaisers Augustus beginnt die erste Linie der dynastischen Porträts, und zwar zunächst die der julisch-claudischen Dynastie.
Wie es bei vielen großen Persönlichkeiten der Geschichte üblich war, entstand auch vom ersten Kaiser von Rom eine Reihe von Porträts. Uns sind keine zeitgenössischen Berichte darüber erhalten, wie er die Gestalt dieser für die Öffentlichkeit gedachten Porträts oder die dafür zuständigen Künstler auswählte. Aber es ist sicher, dass Augustus sehr bedacht handelte, wenn es darum ging, sich der Bevölkerung zu präsentieren.
Die frühesten Porträts von Octavian erschienen auf Münzen, die seit 43 v. Chr. geprägt wurden. Mit diesem Geld, das er nach der Ermordung Gaius Iulius Caesars 44 v. Chr. geerbt hatte, wurde ein ihm ergebenes Söldnerheer bezahlt, und das Porträt auf den Münzen sollte sie ständig an die Loyalität erinnern, welche sie ihrem Geldgeber schuldeten. Auf diesen Porträts hatte er einen kurzen Bart, der vielleicht als Zeichen der Trauer getragen wurde. Neben dem Bart sprach auch noch die Beischrift am Rande der Münze die Verbindung mit dem ermordeten Caesar an.
Als der Konflikt mit Marcus Antonius offen ausbrach, änderte sich auch das Porträt des Augustus. Während uns vom Typus Octavian mit Bart nur Münzen erhalten sind, so besitzen wir von den nachfolgenden Typen einige Rundplastiken, die sich grundlegend in drei unterschiedliche Bildnistypen gliedern lassen, wobei die Merkmale zur Differenzierung in den verschiedenen Frisuren liegen:
1. Typus „Augustus Alcudia“
2. Primaporta-Typus
3. Typus „Augustus Louvre MA 1280“

### Typus Augustus Alcudia
Vor der heute gebräuchlichen Typusbezeichnung „Augustus Alcudia“ wurden auch die Bezeichnungen „Actiumtypus“ und „Octavianstypus“ verwendet. Wie alle Bezeichnungen für Porträttypen waren die Begriffe modern und sollten ausdrücken, dass die Bildnisse dieses Typus noch nicht Augustus meinen, sondern Octavian in der Zeit vor dem 16. Januar 27 v. Chr.
Sein Haar scheint vom Wind gepeitscht, sein Gesicht suggeriert Spannung und Energie, der Kopf ist nach rechts gewendet und er blickt nach oben. Dieser Typus steht in der Tradition der hellenistisch-griechischen Königsporträts.
Haargestaltung: Direkt über der Stirnmitte befinden sich drei Haarsträhnen, die vom Betrachter aus gesehen nach links gestrichen sind. Sie werden auf beiden Seiten von gegenläufigen Locken abgeschlossen. Dadurch bildet sich links ein Zangenmotiv und Rechts ein Gabelmotiv.

### Primaporta-Typus

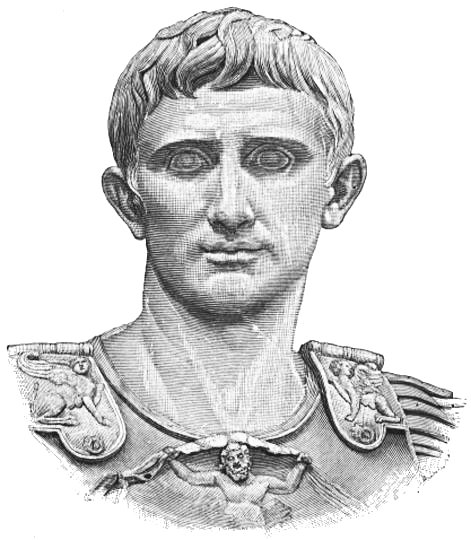
Augustus von Primaporta

Der Typus ist nach der berühmten Panzerstatue des Augustus von Primaporta benannt, einer Marmorstatue nach einem Bronzeoriginal, datiert nach 20 v. Chr.
Im Jahre 27 v. Chr. legte Octavian eine neue Verfassung vor. Im selben Jahr erhielt er vom Senat den Titel Augustus. Nun musste er sich natürlich als erster Bürger der Republik, die er vorgab wiederhergestellt zu haben, darstellen lassen, wozu ein Porträt in der Tradition von Königsporträts sicher nicht zweckdienlich war. Augustus wählte nun ein Bildnis, das sich auf das polykletische Ideal stützte, d. h., dass die Gestalt der Statue idealisiert wurde. Sein Körper erhielt heroische und vollendete Züge, der Kopf blickte beruhigt nach vorn und die heftig bewegten Haare erstarrten.
Haargestaltung: Dieselbe wie beim Octavianstypus, nur dass aus den drei Mittelsträhnen eine einzelne geworden ist. Zangen- und Gabelmotiv wurden beibehalten.
Der Primaporta-Typus ist der Haupttypus, der in das gesamte Reich exportiert wurde. (Uns sind von diesem Typus und den beiden anderen über 250 Porträts erhalten.) Er wurde mit geringen Variationen bis zum Tod des Augustus 14 n. Chr. weiterverwendet.

### Typus Augustus Louvre MA 1280
Der früher „Forbes“ genannte Typus war nach einem in einer Privatsammlung befindlichen Kopf benannt. Die heute übliche Bezeichnung lautet „Typus Augustus Louvre MA 1280“. Er ist ein Nebentypus, also ein Typus, der neben dem Haupttypus (dem Primaporta-Typus) verwendet wurde, jedoch nicht so häufig wie dieser.
Haargestaltung: Drei einheitlich angeordnete Locken befinden sich vom Betrachter aus gesehen über der linken Stirnhälfte. Die Haare über der rechten Stirnhälfte sind nach links gestrichen. Dadurch wurde auf das Zangen- und Gabelmotiv verzichtet.
Dieser Bildnistypus ist auch an der Ara Pacis (13 v. Chr. gestiftet) belegt, er muss also vor 9 v. Chr. entstanden sein, dem Jahr der Weihung des Friedenaltars. Der Typus ist eine Weiterentwicklung des „Octavianstypus“ und vermutlich noch vor dem Typus „Primaporta“ geschaffen worden.
Bildnisse des Augustus sind über einen sehr langen Zeitraum produziert und verbreitet worden, und zwar beginnend bei den Münzbildern bis nach seinem Tod, denn es gab auch postume Augustusporträts.
Es gibt keine Altersporträts des Augustus; offenbar bestand kein Interesse daran, das Alter darzustellen.

## Die Entwicklung des römischen Kaiserporträts in der Krise des 3. Jahrhunderts
Das 3. Jahrhundert gilt als das Zeitalter der großen Krise des römischen Reiches (siehe Reichskrise des 3. Jahrhunderts). Auch in kunstgeschichtlicher Hinsicht gehört diese Epoche in der archäologischen Forschung zu den schwierigen, da aufgrund der instabilen Umstände nur sehr schwer eine klare Linie in der Entwicklungsform verfolgt werden kann. Ferner ist der Wandlungsprozess dieser Zeit schwer zu fassen, da es nur wenige datierbare Monumente gibt.
Als sicher datierbare Denkmälergattung sind die Porträts der Soldatenkaiser zu nennen, die man aufgrund von Vergleichen mit Münzbildern zeitlich einordnen kann.
Der Stilwandel vom 2. zum 3. Jahrhundert war schließlich durch äußere Einflüsse, soziale Umschichtung, Herrschaft durch das Militär und eine innere Unsicherheit geprägt. In einem einzigen Jahrhundert kamen mehr als 60 Kaiser an die Herrschaft, oft regierten sie nur einige Tage lang, und nur wenige starben eines natürlichen Todes.

### Allgemeine Charakteristika der Soldatenkaiserporträts dieser Zeit
In der Entwicklung des Kunststils dieser politisch instabilen Zeit werden Realismus, Expressionismus und eine abstrahierende Form zum Ausdruck gebracht.
Anfangs dominieren noch der misstrauische, scharfe Blick und von Sorgen um den Staat durchfurchte und leidende Gesichtszüge. Die typische Physiognomie eines Soldatenkaisers wird durch die kurz geschorene Haartracht charakterisiert: die Haare sind nur durch oberflächliche Einritzungen und Bearbeitungen mit dem Meißel angedeutet. Ferner zeichnen sich diese Bildnisse durch besonders harte und grobe Gesichtszüge aus. Man kann in den Kaiserporträts eine allmähliche Erstarrung der individuellen Gesichtsformen, kurz gesagt: eine Abstrahierung der Formen verfolgen.
Beim Kaiser Gallienus wird hingegen das Gefühl einer neuen Geistigkeit vermittelt. Seine Restaurationspolitik und Rückbesinnung auf altrömische Werte spiegeln sich in seinem Porträt wider. Im Laufe der Zeit weichen die strengen und besorgten Gesichtszüge einer sich entwickelnden Stereometrisierung: die Falten gehen nicht mehr tief, die Haut und die Physiognomie erscheinen wie erstarrt und versteinert. Der Blick ist in späterer Zeit nicht mehr misstrauisch, sondern scheint in die Ferne zu schweifen.

### Einige Kaiserporträts – näher betrachtet
Der Stilwandel vom 2. zum 3. Jahrhundert beginnt bei Septimius Severus (193–211): mit den Prinzenbildnissen endet die Lockenpracht der Antoninen und die auflösenden Bohrungen der Haarmasse. Der „antoninische Barock“ des 2. Jahrhunderts zeichnet sich dadurch aus, dass das Haar durch Bohrungen plastisch gestaltet ist, wodurch die daraus entstandenen Licht- und Schattenwirkungen den Anschein einer optischen Täuschung geben. Durch Hammer, Meißel oder Bohrer wurde eine Art Flimmerwirkung der Haare erzielt. Im Gegensatz dazu steht die Haargestaltung der Kaiserporträts des 3. Jahrhunderts: hier ist der Umriss der Haarmasse geschlossen und beinahe perückenähnlich. Im dritten Bildnistypus seiner Porträts hat sich Septimius Severus sogar mit Sarapis identifiziert, indem er sich mit den typischen drei bis vier gedrehten Sarapislocken über der Stirn und dem geteilten Bart darstellen ließ.
Die Bildnisse der älteren Personen unterscheiden sich sehr stark von Jugendbildnissen: Die Porträts der Kinderkaiser Elagabal, Severus Alexander, Philippus Caesar sind deutlich glatter und machen einen weitaus jugendlicheren Eindruck als vergleichbare Bildnisse im 2. Jahrhundert. Die Mimik der Porträts von älteren Personen wirkt oft besorgt und gibt einen leidenden und nachdenklichen Anschein.
Die Kaiser schließen sich u. a. der Tradition des barttragenden Caracalla an, oft erscheinen sie unrasiert oder tragen einen für diese Epoche typischen – häufig nur durch Ritzungen angedeuteten – Stoppelbart. Die Soldatenkaiser – mit Ausnahme des Gallienus – tragen militärischen Kurzhaarschnitt.
Bei Elagabal und Severus Alexander werden deren fremdländische Gesichtszüge und Physiognomien besonders hervorgehoben: volle Lippen und Wangen, eng aneinanderstoßende Augenbrauen und eine große Nase charakterisieren ihre syrische Herkunft. Severus Alexander ist in einem Bildnistypus als junger Herrscher verschiedener Altersstufen mit seinen Porträts dargestellt worden.

### Die Porträts der Soldatenkaiser
Der erste Soldatenkaiser Maximinus Thrax war nach der Ermordung seines Vorgängers Severus Alexander an die Herrschaft gekommen. Sein grobes Wesen drückt sich durch harte Gesichtszüge sowie ein kantiges Kinn aus. Die Haargestaltung ist kalottenähnlich. Die weiche Form der Bearbeitung des Haares, durch sog. a - penna Technik (wie Federn), kommt hier nicht mehr vor. Das Gesicht des Maximinus Thrax zeichnet sich zudem durch harte Falten und auf lineare Formen reduzierte Gesichtszüge aus. Ein misstrauischer Blick – der allen Kaiserporträts dieser Epoche zu eigen ist – wird auch bei diesem Porträt deutlich und kann die Reichskrise des 3. Jahrhunderts evozieren.
Die Stilformen, die unter Maximinus Thrax angewandt wurden, änderten sich auch bei dessen Nachfolgern Pupienus, Balbinus, Gordian III., Philippus Arabs und Philippus Caesar nicht merklich. Dies könnte darin begründet sein, dass sich unter diesen schwierigen Umständen an der persönlichen Einstellung der Kaiser kaum etwas verändert hat: Die schwere Krise und der Gegensatz im Streit zwischen kaiserlicher Macht und dem Drängen der siegreichen Feldherren nach der Herrschaft, finden ihre Entsprechung in den von Sorgenfalten durchfurchten Gesichtern der Porträts.
Anlässlich dieser instabilen Situation erfolgte eine Rückbesinnung auf frühere, bessere Zeiten und der Wunsch nach Restauration.
Der Christenverfolger Decius zeichnet sich durch einen von Anstrengung und Mühe gekennzeichneten, leidenden Gesichtsausdruck aus. Das Porträt des Trebonianus Gallus weist beruhigtere Gesichtszüge auf, was vielleicht mit seiner Herkunft aus der italischen Aristokratie begründbar ist. Valerian wird wiederum als typischer Soldatenkaiser mit strengen Zügen, dem charakteristischen Kurzhaarschnitt und einem von Falten durchfurchten Gesicht dargestellt.

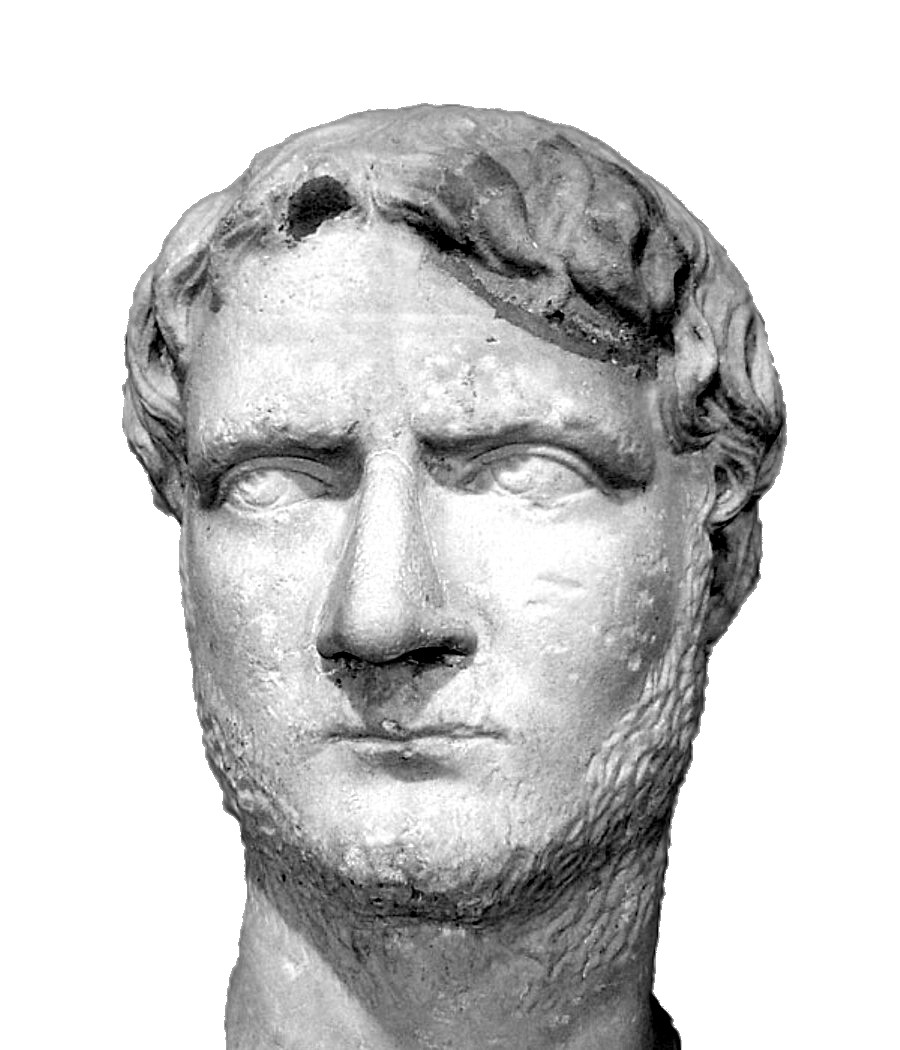
Büste des Gallienus

Die Herrschaft des Gallienus gilt durch seine Restaurationspolitik als Wendepunkt in jenem Zeitalter der Krise. Gallienus unterscheidet sich nicht nur in seinem Porträt von seinen Vorgängern: Man kann von einer gallienischen Renaissance oder einem Klassizismus sprechen. Eine neue Geistigkeit drückt sich durch die hohe Bildung dieses Kaisers aus. Seine Restaurationspolitik spiegelt sich in einer Art Erlöserbildnis wider. Das Bildnis des Gallienus hat sich mit seiner Frisur und Haargestaltung zeitweise an Augustus orientiert und so zum Teil auf ältere Traditionen des römischen Herrscherbildnisses zurückgegriffen, indem beispielsweise die Zangen und Gabeln – Motive der Augustusfrisur – an diesem erscheinen. In späterer Zeit wollte er durch eine lockigere Frisur mit über der Stirn aufgeworfenen Strähnen vielleicht an Alexander den Großen erinnern. Die Bildnisse des Gallienus wirken weitaus entspannter, in der Oberflächengestaltung weicher und überdies gelassener als die vorhergehenden Soldatenkaiserporträts.
An diese Darstellungsform knüpfen auch die nachfolgenden Kaiser Claudius Gothicus und Aurelian an: Der leidende Ausdruck, der bisher maßgebend war, ist nun zurückgetreten.
Kaiser Tacitus greift wieder auf den republikanischen Bildnistypus zurück, wobei sein Gesichtsausdruck erstarrt und ruhig wirkt. Es setzt sich sukzessive eine Stereometrisierung, eine allmähliche Verflachung, Kubismus und Kugelform der Gesichter durch.
Das Porträt des Probus wirkt auffallend eckig. Das Gesicht ist flächig gestaltet, der Mund im Gegensatz zum ebenen Gesicht eher klein und verkniffen gestaltet. Der Hinterkopf weist kaum Rundungen auf. Das Porträt des Carinus zeichnet sich durch rundere und weicherer Formen aus als das Bildnis seines Vorgängers.

## Zusammenfassung wesentlicher Entwicklungen in Kurzform
Bei den Porträts der römischen Kaiser sind verschiedene markante Entwicklungspunkte erkennbar. Es ging hierbei nicht darum, den jeweiligen Kaiser unbedingt lebensnah darzustellen, sondern darum, ihn programmatisch zu interpretieren, d. h. so darzustellen, wie er selbst gesehen werden wollte und wie es dem jeweiligen Herrscherprogramm entsprach.
Es gibt bei diesen so genannten rundplastischen Darstellungen der Kaiser folgende Entwicklungen:
- Oktavian/Augustus

Die Darstellung bezieht sich auf den von Polyklet entworfenen Doryphoros. Maßgeblich für die ca. 250 Augustusporträts sind 3 verschiedene Bildnistypen, die immer nur weiterkopiert wurden: der Octavianstypus, entstanden ca. 31 v. Chr. (Sieg von Actium), der Primaporta-Typus, entstanden ca. 27 v. Chr. (Einrichtung des Prinzipats), und einen später hervorgekommener Typus: der Typ Forbes, bei dem nur der Terminus ante quem datierbar ist, also der Zeitpunkt, vor dem er entstanden sein muss, nämlich vor der Zeit der Errichtung der Ara Pacis, also vor 13 bis 9 v. Chr.
In allen drei Typen ist die Darstellung von Erhabenheit und Alterslosigkeit des Kaisers vorrangig.
Auch der 70-jährige Augustus wird im Bild eines etwa 30-Jährigen dargestellt.
- Vespasian

Nach dem Vierkaiserjahr 69 n. Chr. setzt sich nach Galba, Otho und Vitellius schließlich Vespasian durch. Er wird äußerst naturgetreu abgebildet. Sein vom Alter und Strapazen gezeichnetes Gesicht lässt erkennen, was ihn charakterisieren soll: Verantwortung fürs Volk und die Bürde bzw. Last, die er dafür trägt (lat.: onus), sowie Bürgernähe, Durchsetzungsvermögen.
- Trajan

Trajan wird ebenfalls realistisch, aber nicht mehr dermaßen „ungeschönt“ wie Vespasian dargestellt; er ist aber in der Darstellung auch weniger idealisiert als Augustus. Sein Gesicht drückt Willenskraft und Entschlossenheit aus. Auf verzierende Attribute wird weitgehend verzichtet.
- Hadrian

Sein Porträt bricht mit der bisherigen Darstellung. Hadrian ist als „Freund der Griechen“ darauf bedacht, die ehemaligen Königtümer des Ostens stärker zu integrieren. Sein Porträt hat daher erstmals in der Geschichte der römischen Kaiser einen Bart, der seit Jahrhunderten das Zeichen von Philosophen und Gebildeten ist.
- Antoninus Pius, Mark Aurel und Lucius Verus

Die Antonine greifen diese Entwicklung auf und weiten sie aus: Sie sind ebenfalls mit Bart dargestellt, allerdings mit längerem. Ihre Haartracht besteht aus kunstvollen Locken. Diese Entwicklung wird bis zu Septimius Severus beibehalten.
- Caracalla

Caracalla bricht jedoch mit dieser Tradition und lässt sich im Sinne der Soldatenkaiser anders darstellen: nicht mehr zurückhaltende Bildung ist in seinem Porträt erkennbar, sondern eher das Gegenteil: Befehlen können und Durchsetzungsvermögen. Sein Bildnis richtet sich speziell an die Soldaten, die die bildliche Aussage seines Porträts leicht verstehen konnten. Dies ist deshalb wichtig, da Caracalla sich in seinem Machtanspruch primär auf das Heer stützte.
- Macrinus

Macrinus bezieht sich noch einmal auf Mark Aurel und unterbricht die ausdrucksstarke, auf Durchsetzungsvermögen abzielende Darstellungsweise der Soldatenkaiser.
- Gallienus

Gallienus bezieht sich in seinem Porträt auf die Anfänge der römischen Porträtdarstellung, nämlich auf Augustus. Seine Haardarstellung schließt an die des Augustus an, indem die Gabel- und Zangenmotive aufgenommen werden. Dies wird auch als Gallienische Renaissance bezeichnet.
- Diokletian

Mit Diokletian verschwindet die wirklichkeitsbezogene Herrscherdarstellung. Entgegen einer veristischen – also wirklichkeitsgetreuen – Ausdrucksweise wie bei dem Vespasianporträt wird hier wieder – ähnlich wie bei Augustus – eine stereotype Ausdrucksweise eingeführt: die Porträts dieser Zeit lassen daher den jeweiligen Dargestellten nur schwer erkennen und sind meist schwer voneinander zu unterscheiden.
- Konstantin der Große

Konstantin schließlich bricht völlig mit der Darstellung, die seit Beginn des Prinzipats vorherrschte. Seine Porträts sind oft überdimensional angelegt, in der Darstellung wesentlich abstrakter, und auch der Blick ist nicht mehr auf ein Gegenüber ausgerichtet.